# 香港麗嘉酒店
22°16′53″N 114°09′41″E / 22.281405°N 114.161470°E

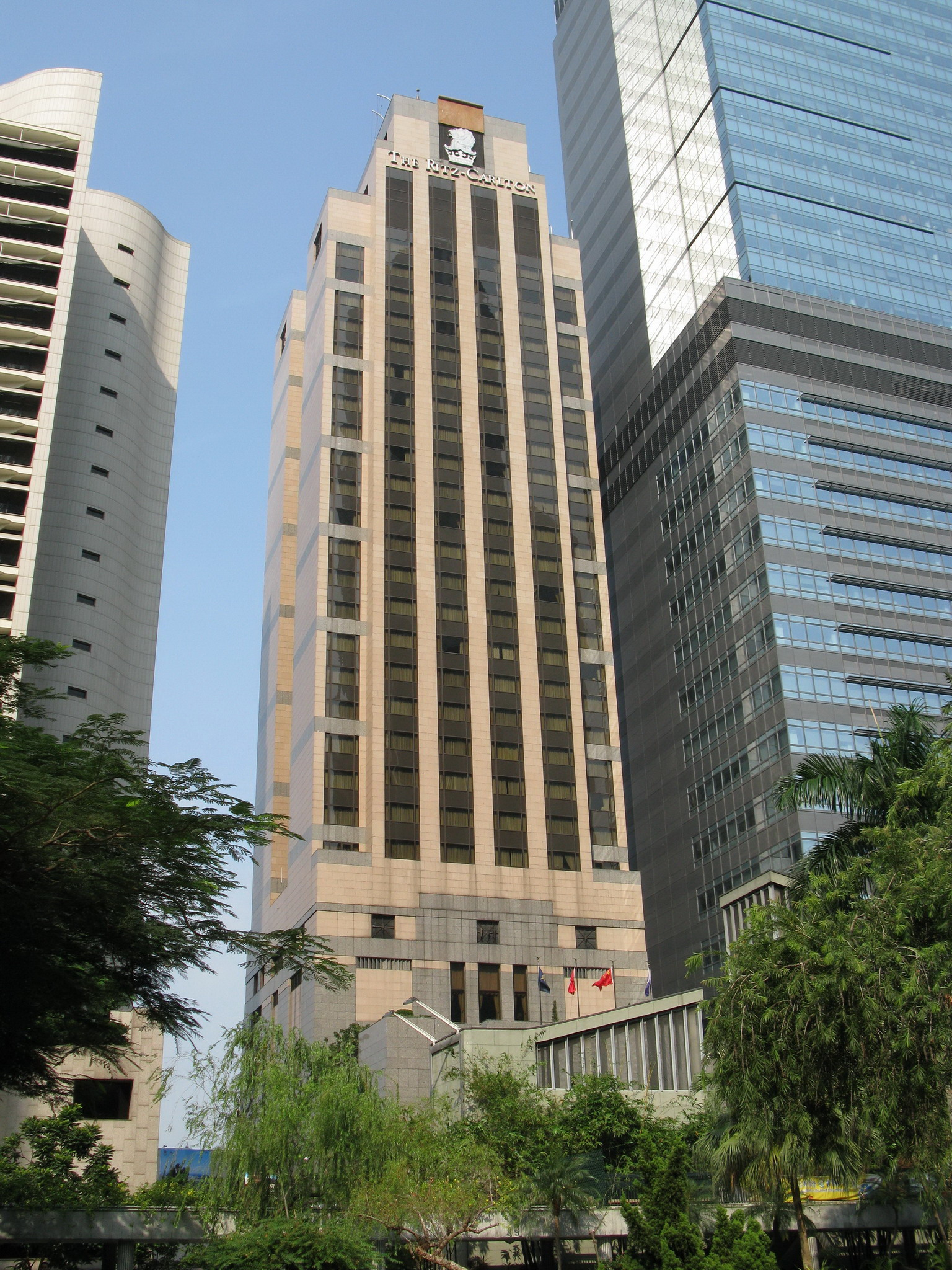
從遮打花園仰望香港麗嘉酒店

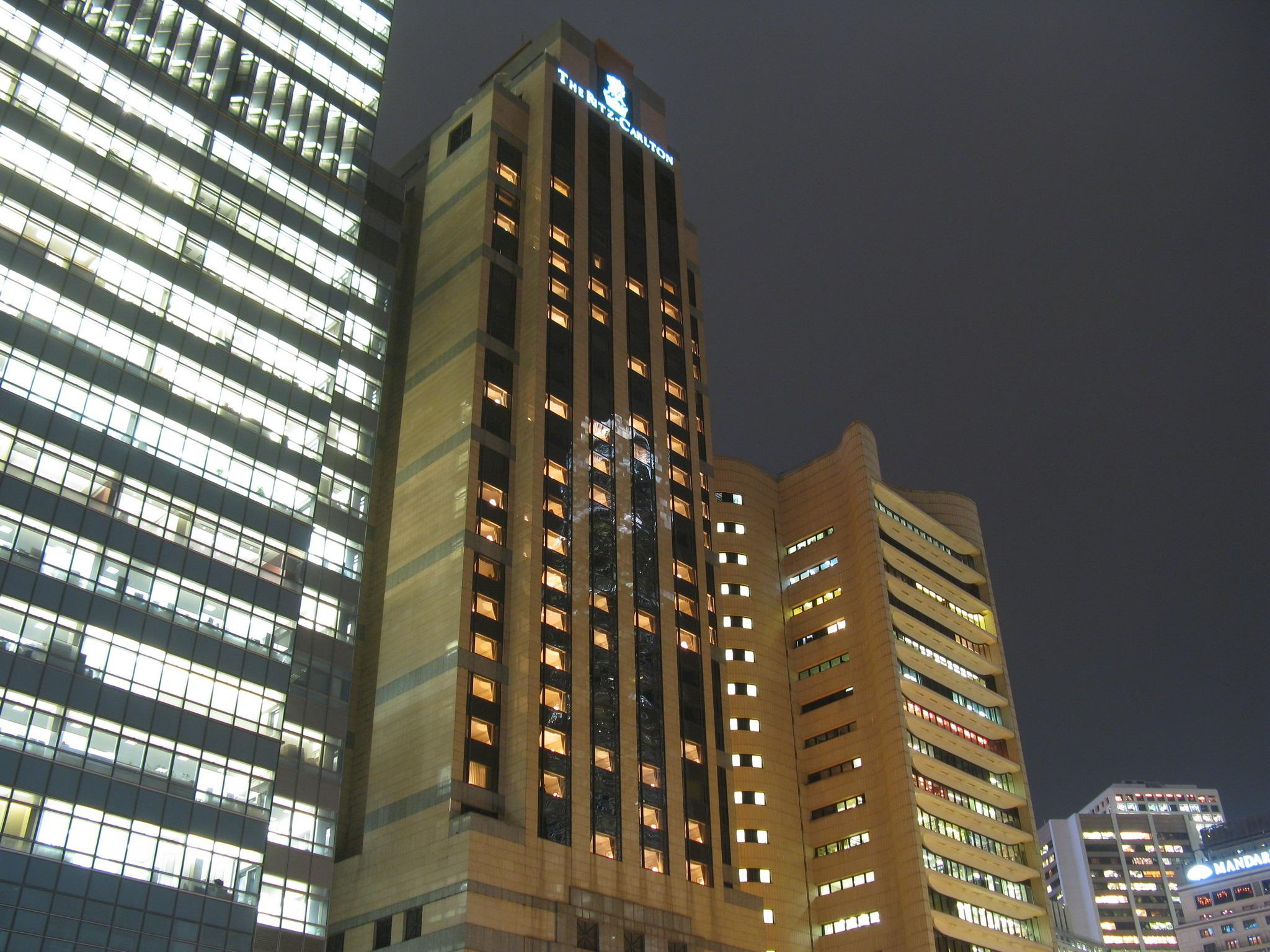
香港麗嘉酒店夜景

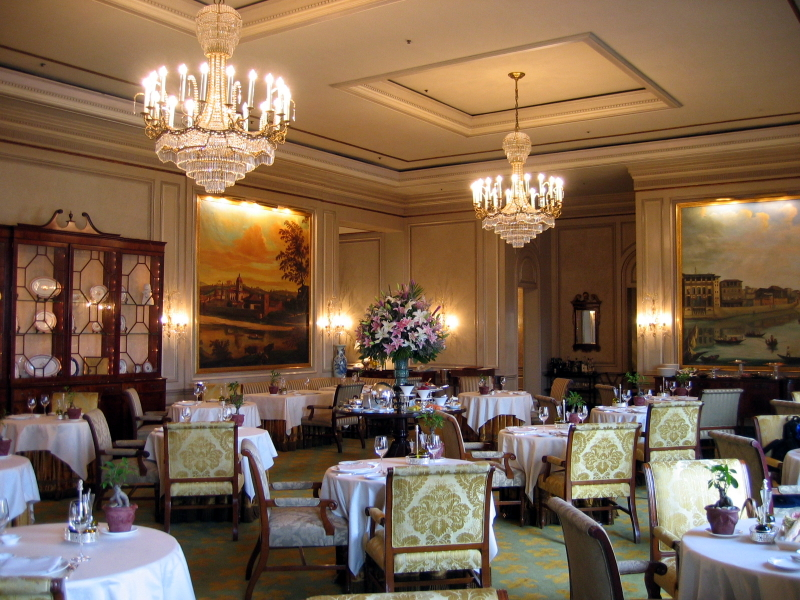
Toscana餐廳

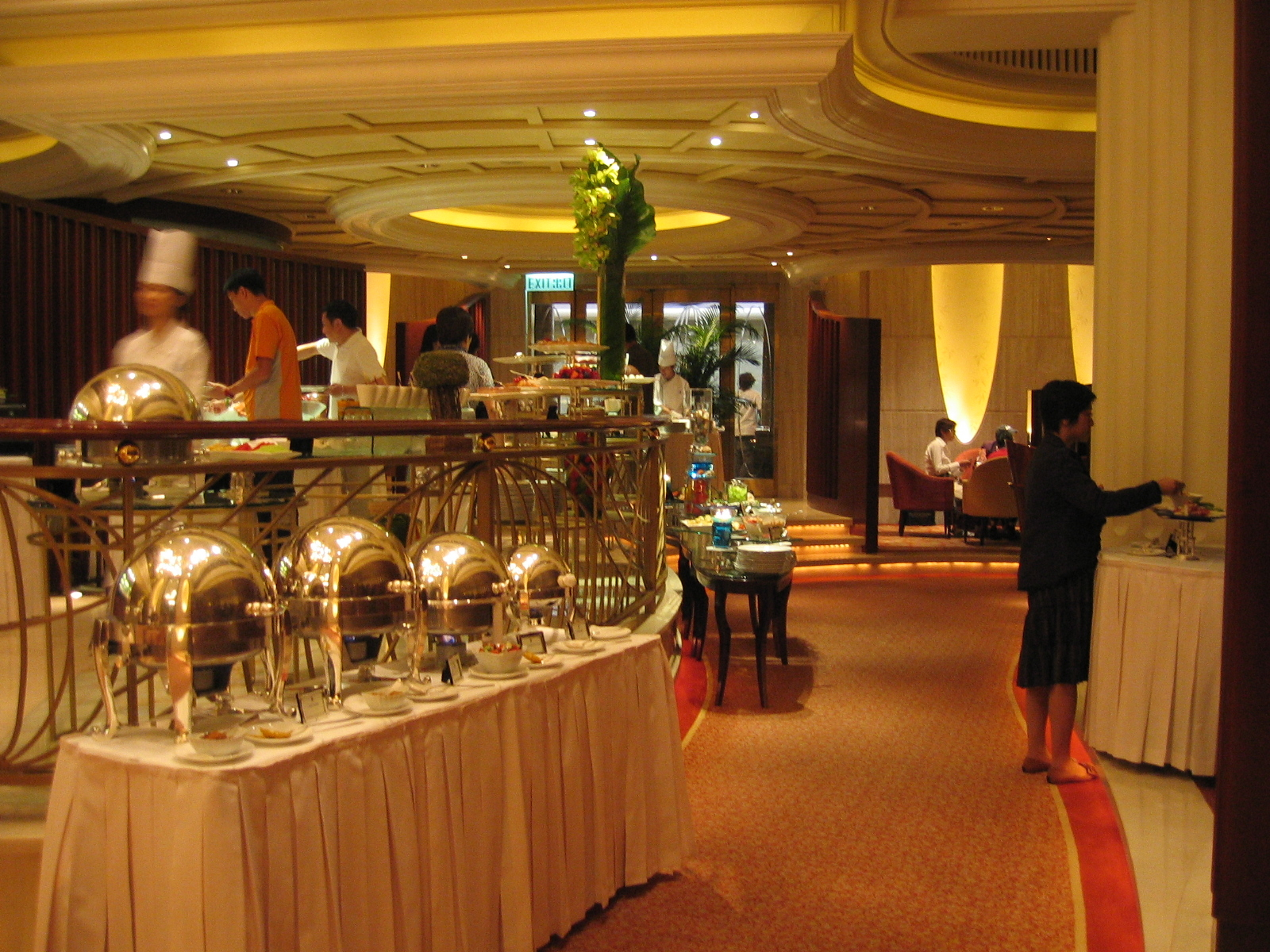
The Cafe

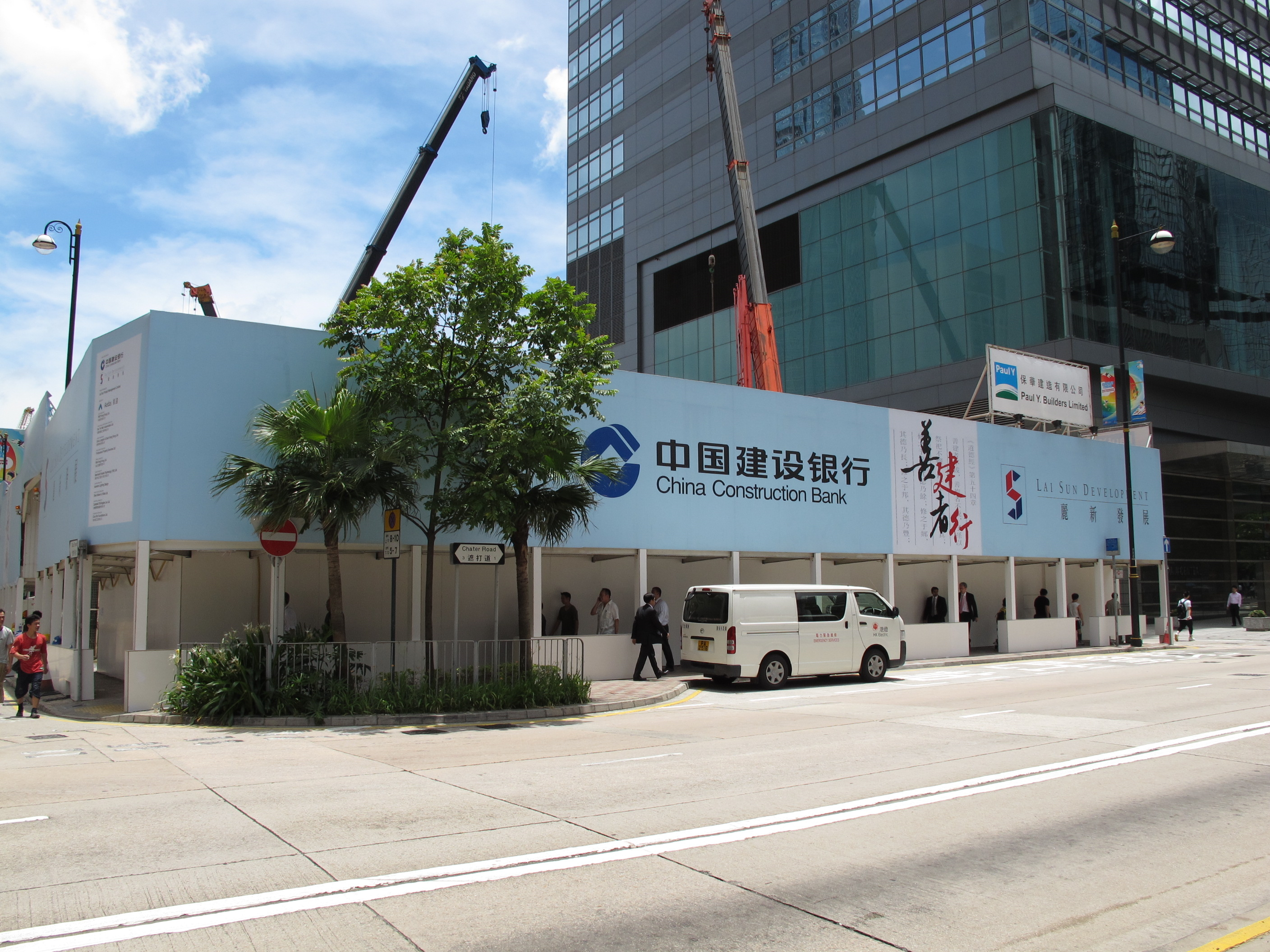
拆卸後的香港麗嘉酒店 (2010年)

麗嘉酒店全稱香港麗嘉酒店（英語：Ritz-Carlton Hotel Hong Kong），為香港的一間五星級酒店，位處於中環干諾道中3號，於1993年開業，共提供216個房間。其後於2008年正式結業，原址拆卸後重建為中國建設銀行大廈。
麗嘉酒店的規模雖然不大，但設施豪華，又具有某些私人會所的特色。酒店鄰近港鐵中環站和商業區。東鄰友邦金融中心、西鄰香港會、北鄰愛丁堡廣場、南鄰遮打花園。

## 歷史
酒店所在地原本分為南北兩塊獨立地皮，分別為1967年落成，由前大馬首富邱德拔發展的壽德隆大廈（Sutherland House，曾為香港外國記者會總部），以及1950年落成，由大東電報局持有的水星大廈（Mercury House），其中壽德隆於1970年上市後，1972年易名為亞洲置地並出售大廈業權，輾轉由金門建築、長江實業（1977年）、太古洋行（1978年）、印尼財團（1985年）及日本高爾夫球會GGS（1986年）持有。另一邊廂，大東電報局為發展IDD業務，水星大廈已無從擴建，除要籌集經費重建老舊的機樓（例如上環及旺角機樓），還先後興建灣仔電訊大廈（1972年）及尖沙咀國際電信大廈（1981年），其後亦決定興建銅鑼灣禮頓道的東區機樓大廈以取代水星大廈。東區機樓大廈於1988年落成並交付予香港電訊，次年6月5日揭幕，水星大廈亦正式騰空。至於壽德隆則牽涉一些法律訴訟，市場上對其存有負面印象，最終GGS於1988年4月引入麗思卡爾頓酒店整合兩塊地皮重新發展，但由於要配合東區機樓大廈交付，最終壽德隆大廈聯同水星大廈雙雙於1989年初清拆，重建為香港麗嘉酒店，項目原訂於1991年落成，但GGS於1990年出現財困，工程頻臨爛尾，於是由麗新集團接手，並於1993年開幕。禍不單行的是，香港麗嘉酒店於1998年至2002年間亦捲入一宗因為車禍所引起的民事訴訟，加上中區商廈樓面短缺，間接導致酒店結業。

### 官司訴訟
1998年3月9日晚上，香港麗嘉酒店一名泊車員駕駛酒店租用的平治房車外出購買宵夜，駛至灣仔軍器廠街與金鐘道交界時撞倒31歲的女會計，令其脊椎嚴重受創，更導致她下半生坐輪椅渡過，需要她家人及女傭協助照顧日常生活，結婚組織家庭的計劃告吹之餘，考取專業會計資格的希望亦落空。
事後該酒店泊車員事後被裁定魯莽駕駛罪名成立，事主其後向酒店的司機及保險公司索償2500萬，獲法庭判申索得直。女事主其後向麗嘉酒店、泊車員及負責汽車第三保的民安保險索償，但高等法院原訟法庭及上訴法庭均裁定涉案的泊車員違規擅離職守，故麗嘉酒店方面毋須負責。最後，法庭裁定保險公司須賠償女事主1938萬元。之後民安保險向香港終審法院上訴。2002年12月4日，終審法院5名法官一致裁定，麗嘉酒店作為涉案司機的僱主，須同時為意外負責，推翻原訟法庭及上訴法庭判決，麗嘉酒店須分擔巨額賠償。
終審法院常任法官包致金宣判時指，法庭考慮僱主應否為僱員的侵權行為負責，即是替代責任（Vicarious Liability），第一要考慮有關行為是否經僱主授權，若僱主沒有授權，則要再考慮有關行為與僱員本身的職責是否有「緊密聯繫」（Close Connection）。法庭接納，要求僱主負責，是公平及合付公義的決定。

### 停業及拆卸
香港麗嘉酒店已於2008年2月1日傍晚6時左右停止營業，停業前一天晚上舉行告別派對，招待香港城中名人、政要等500人參與此項盛會，2011年在環球貿易廣場重開香港麗思卡爾頓酒店，原址於酒店停業後不久拆卸，原業主麗新就與中國建設銀行合作，重建為甲級商廈。
酒店建築由開業至拆卸，樓齡只有15年，其高度為142米，是香港已拆卸的最高建築物，這個紀錄或者會被計劃拆卸的入境事務大樓和稅務大樓取代。

## 現況
麗嘉酒店於2008年結業後，舊址重建為中國建設銀行大廈，於2012年12月啟用，大廈樓高31層，總樓面約22.44萬方呎，當中有20層為寫字樓，基座兩層由中國建設銀行預留作為零售銀行，另外10層為中國建設銀行（亞洲）總部所在地，餘下層數皆可承租。

## 設施
- 商務中心
- 會議室
- 蒸汽浴
- 迪斯科舞廳
- 咖啡廳
- 意大利餐廳
- 酒吧
- 廣東餐館
- 中餐廳
- 日本餐館
- 室外游泳池

## 餐廳
- Toscana
- 上海上海
- 麗嘉軒
- The Cafe
- The Chater Lounge
- 榮川日本料理
- 咖啡閣
- 麗嘉酒店酒吧

## 圖片集

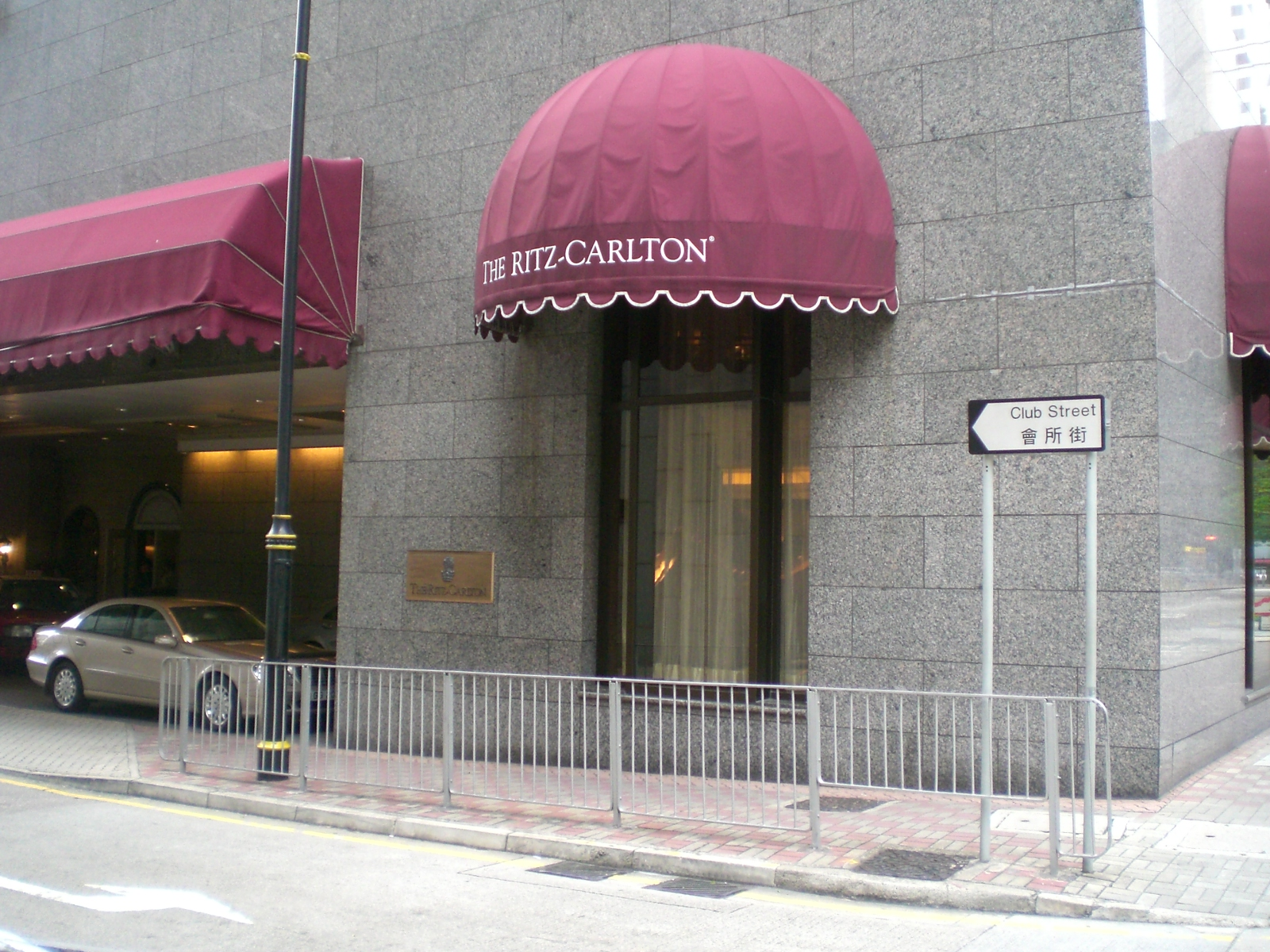
從會所街看麗嘉酒店
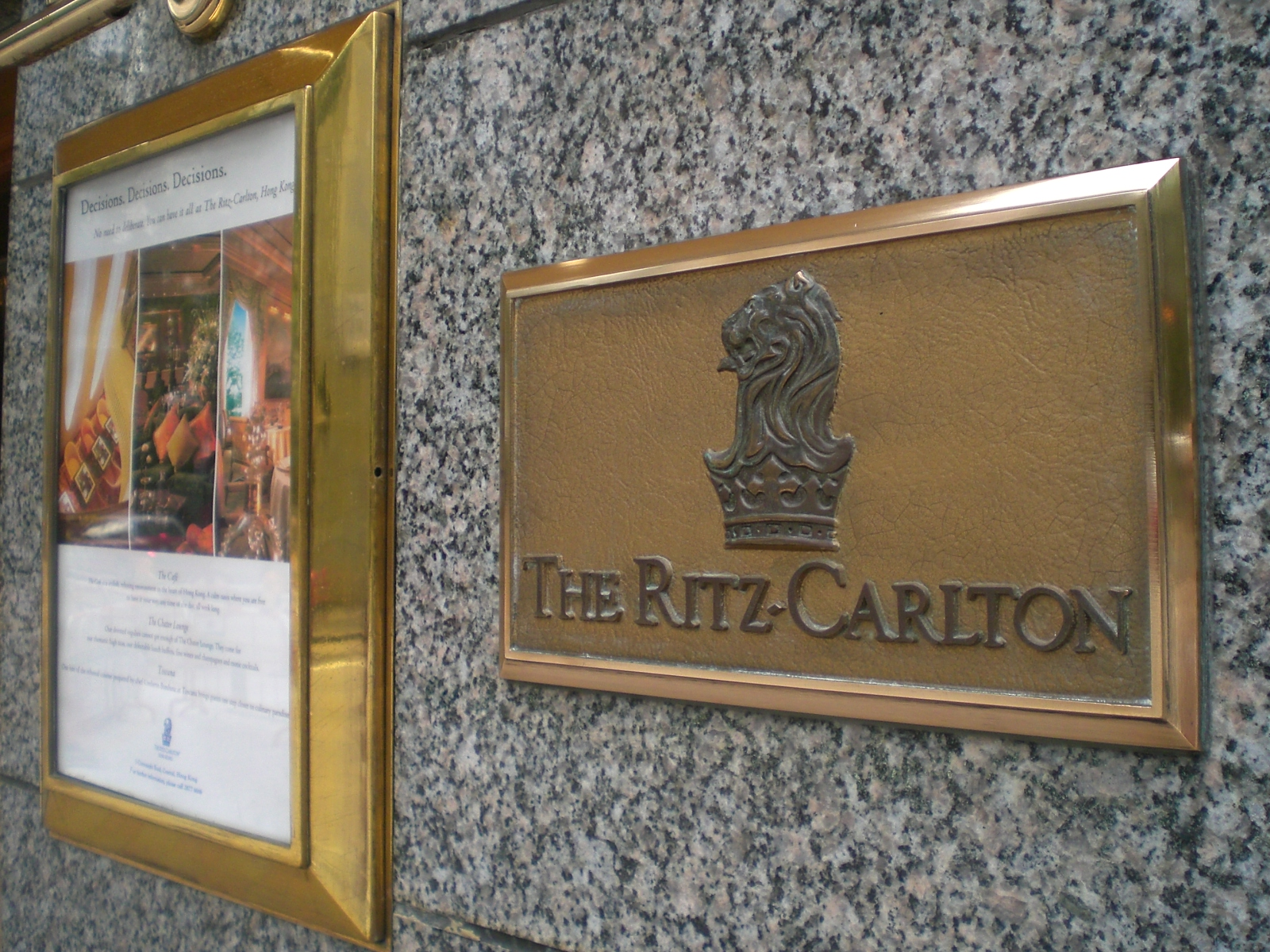
麗嘉酒店門牌
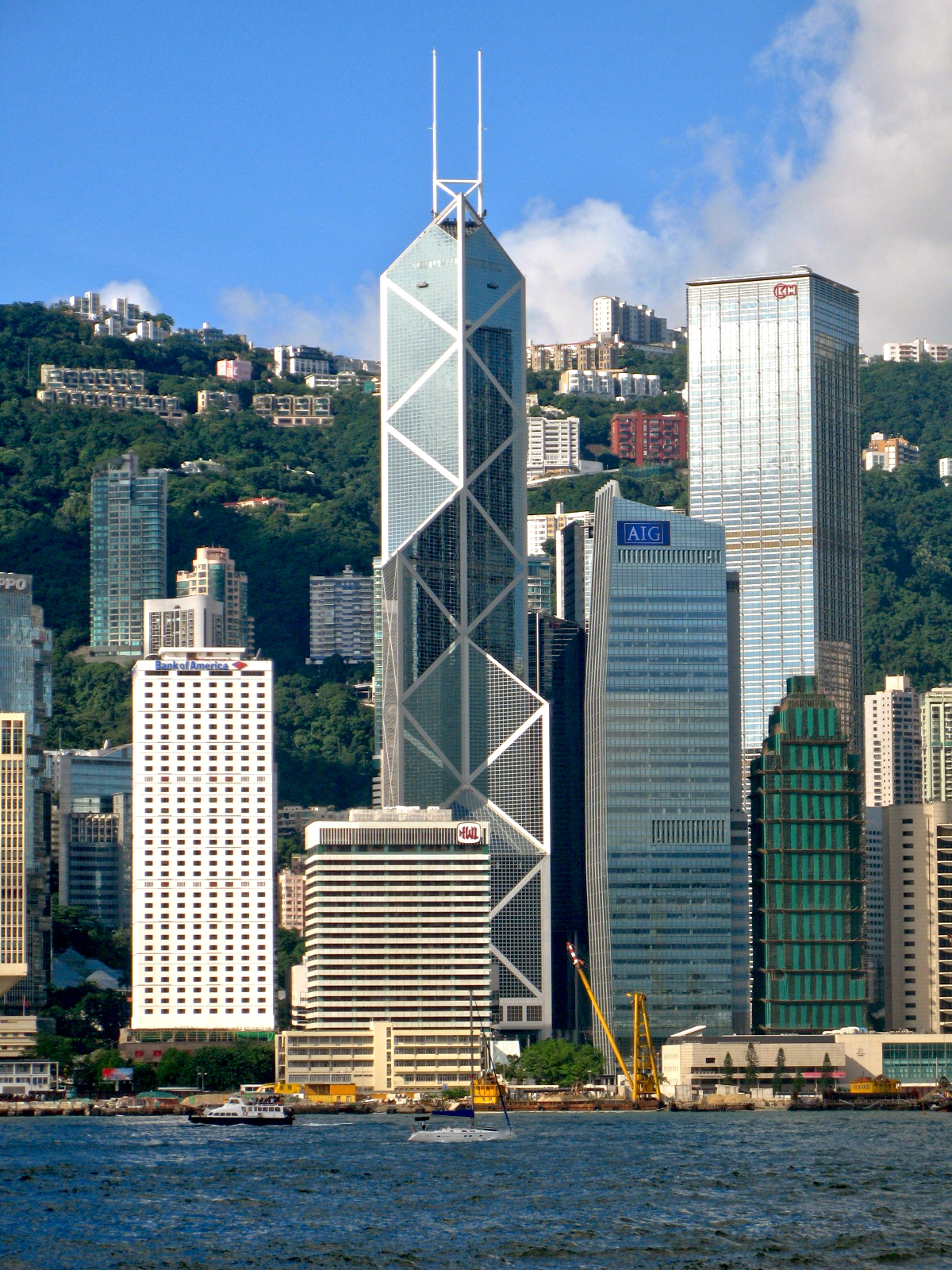
從尖沙咀看即將拆卸的香港麗嘉酒店
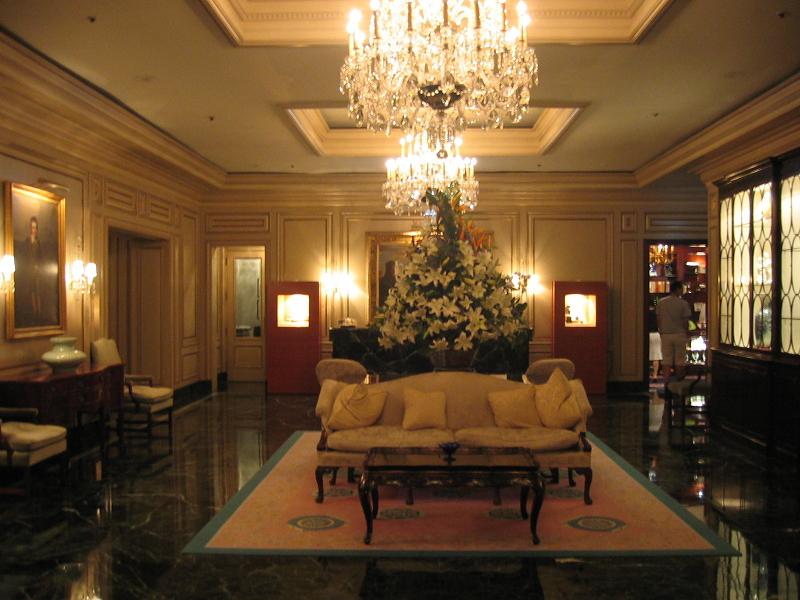
麗嘉酒店大堂
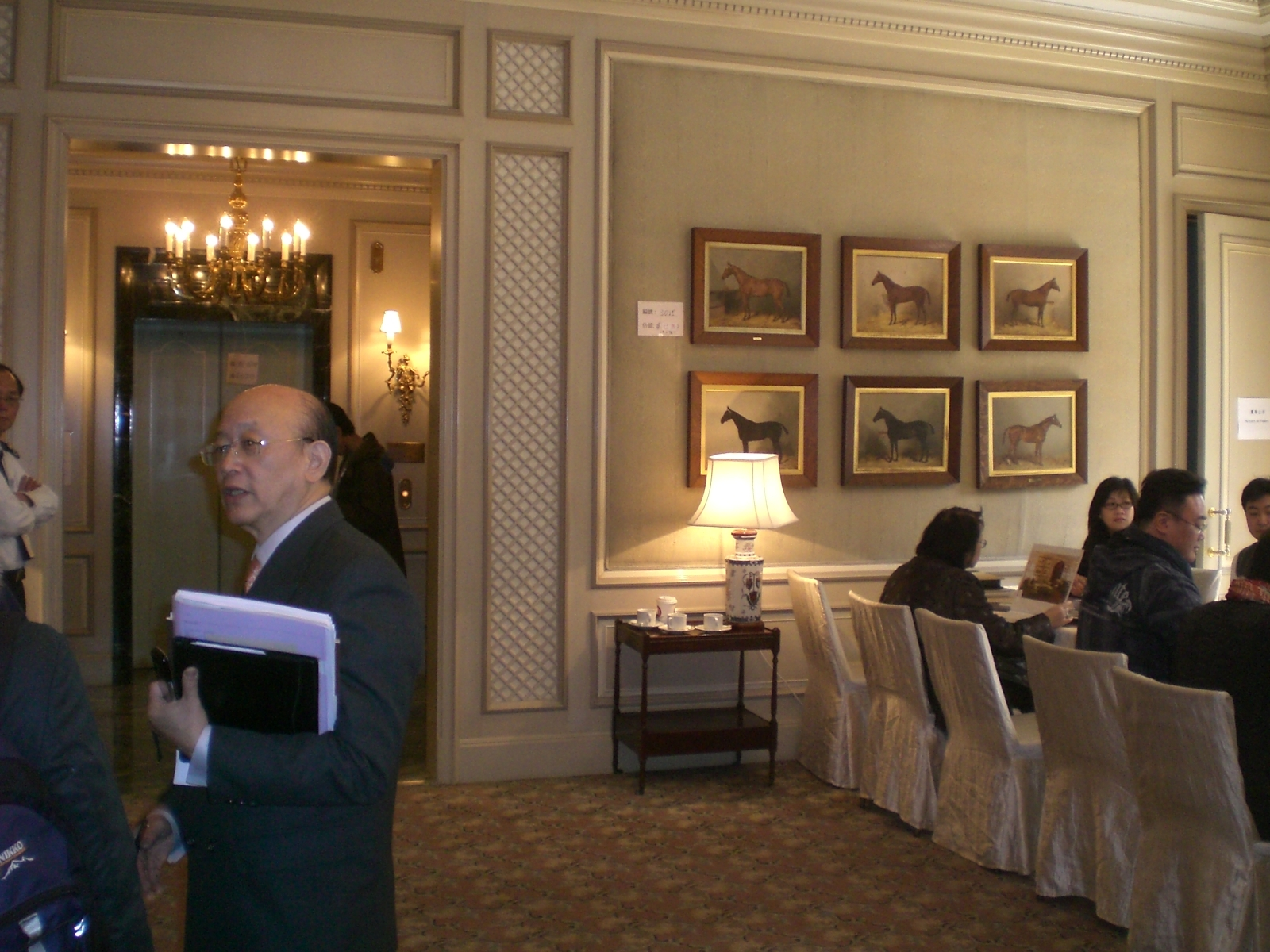
麗嘉酒店3樓大堂
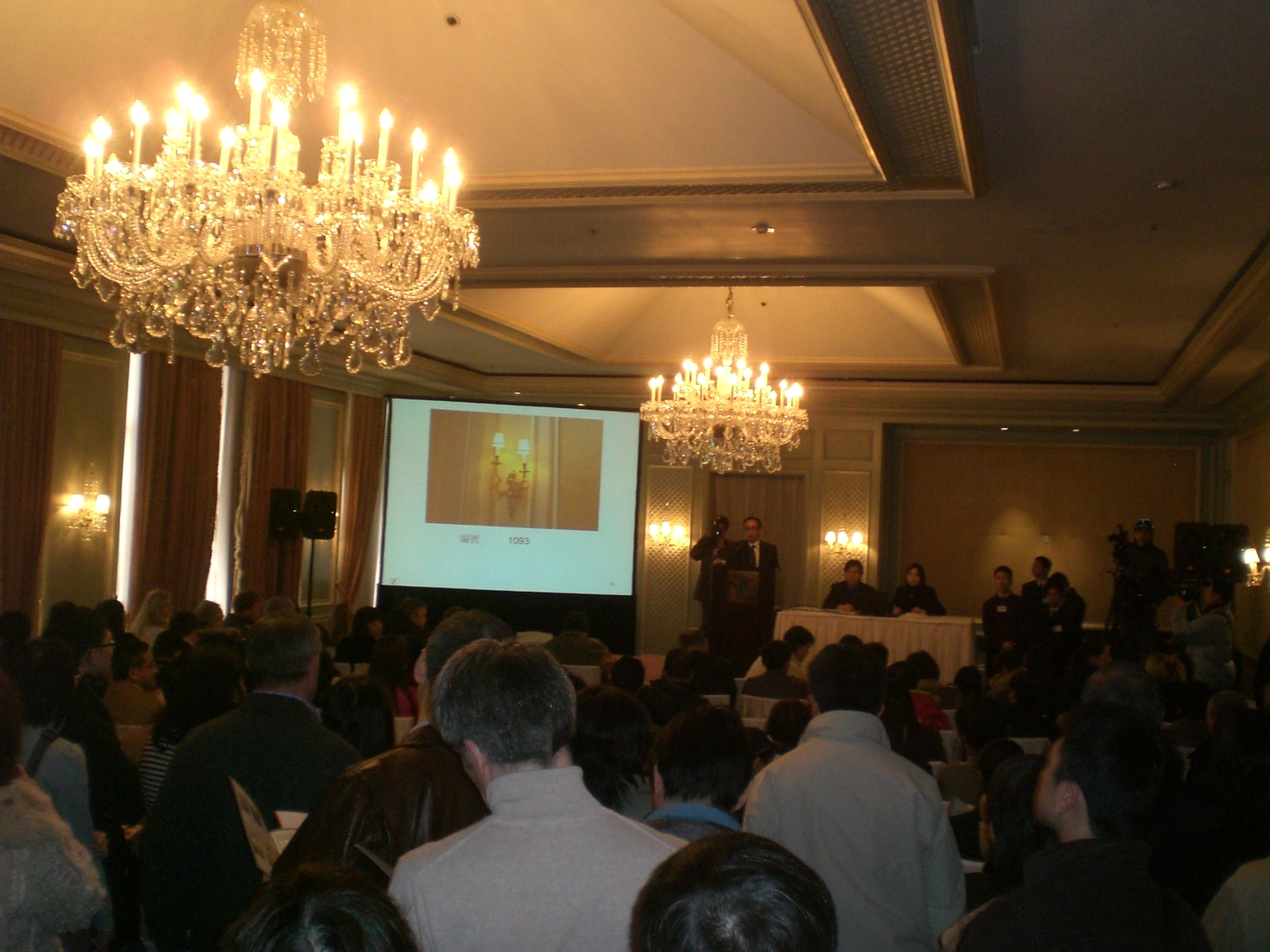
麗嘉酒店名物拍賣會場景

## 外部連結
维基共享资源上的相關多媒體資源：香港麗嘉酒店